# Saint-Paul-d'Oueil
Saint-Paul-d'Oueil é uma comuna francesa na região administrativa de Occitânia, no departamento de Alta Garona. Estende-se por uma área de 7,46 km². Em 2010 a comuna tinha 34 habitantes (densidade: 4,6 hab./km²).